# Косівська волость (Ананьївський повіт)
Косівська волость — історична адміністративно-територіальна одиниця Ананьївського повіту Херсонської губернії з центром у селі Коси.
Станом на 1886 рік складалася з 7 поселень, 7 сільських громад. Населення — 5014 осіб (2467 чоловічої статі та 2547 — жіночої), 428 дворових господарств.
З другої половини 1880-х рр. (1895?) — Бірзульська волость
 (з лютого 1921 волосний центр (вже Балтського повіту) — с-ще Бірзула).
|                     | Площа, десятин | У тому числі орної, дес. |
| ------------------- | -------------- | ------------------------ |
| Сільських громад    | 2169           | 2159                     |
| Приватної власності | 7148           | 1650                     |
| Удільної власності  | 8950           | 7752                     |
| Іншої власності     | 126            | 70                       |
| Загалом             | 18392          | 11632                    |

Найбільші поселення волості:
- Коси (Коси Перші, лівобережні)[2][3] — колишнє власницьке село за 40 верст від повітового міста, 482 особи, 93 двори, православна церква, школа.
- Бірзула — колишнє власницьке село, 524 особи, 114 дворів, православна церква, поштова станція, залізнична станція, залізнична майстерня, 3 буфета, 6 лавок, трактир, харчевня, торжки щотижня.